# Château de Tresana
Ne doit pas être confondu avec Château de Villa di Tresana.
Le château de Tresana (en italien : Castello di Tresana), est un ancien château fort situé dans la commune de  Tresana, dans la province de Massa-Carrara en Toscane,.
Le château se dresse sur un éperon rocheux surplombant la plaine de l'Osca, un affluent du fleuve Magra dans la Lunigiana. Il a appartenu à l'une des branches de la Malaspina dello Spino Secco.

## Historique
Le château de Tresana s'est développé autour d'une fortification d'origine lombarde, avec un fief attenant accordé en 1164 par l'empereur Frédéric Barberousse à la famille Malaspina de Mulazzo.
En 1559, le fiel devient une Marche indépendante sous la famille Malaspina de Lusuolo, jusqu'en 1652. Il fut placé ensuite sous le protectorat du grand-duché de Toscane.
Plus tard, il fut occupé par l'Espagne et fut vendu aux princes Corsini de Florence qui l'administrèrent jusqu'à l'abolition napoléonienne des fiefs en 1797. Les Corsini le vendirent en 1856, alors que le château était déjà en mauvais état. Abandonné il tombe en ruine et, en 2009, il devient la propriété de la Fondation Maneschi qui le restaure dès 2010.

## Galerie

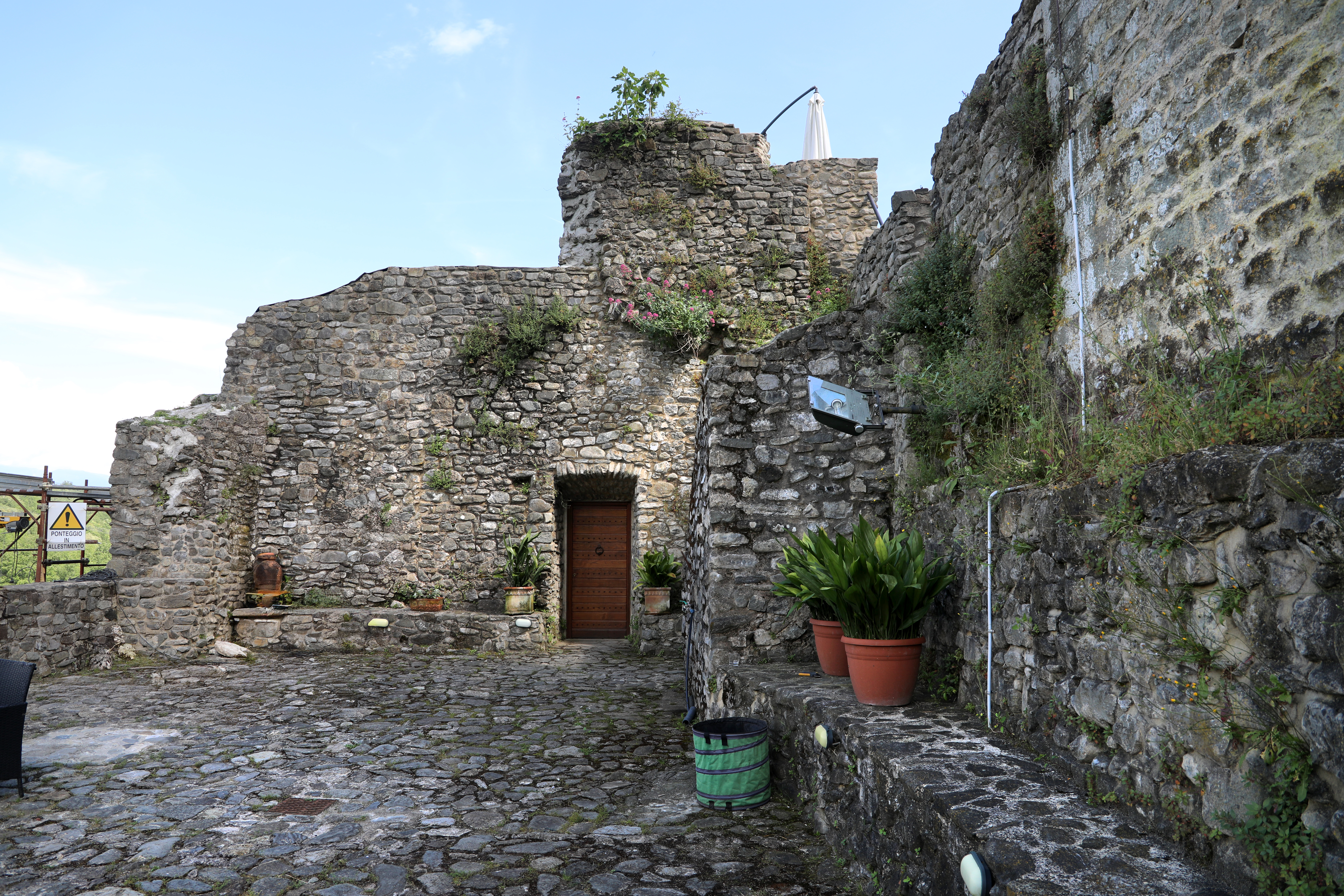
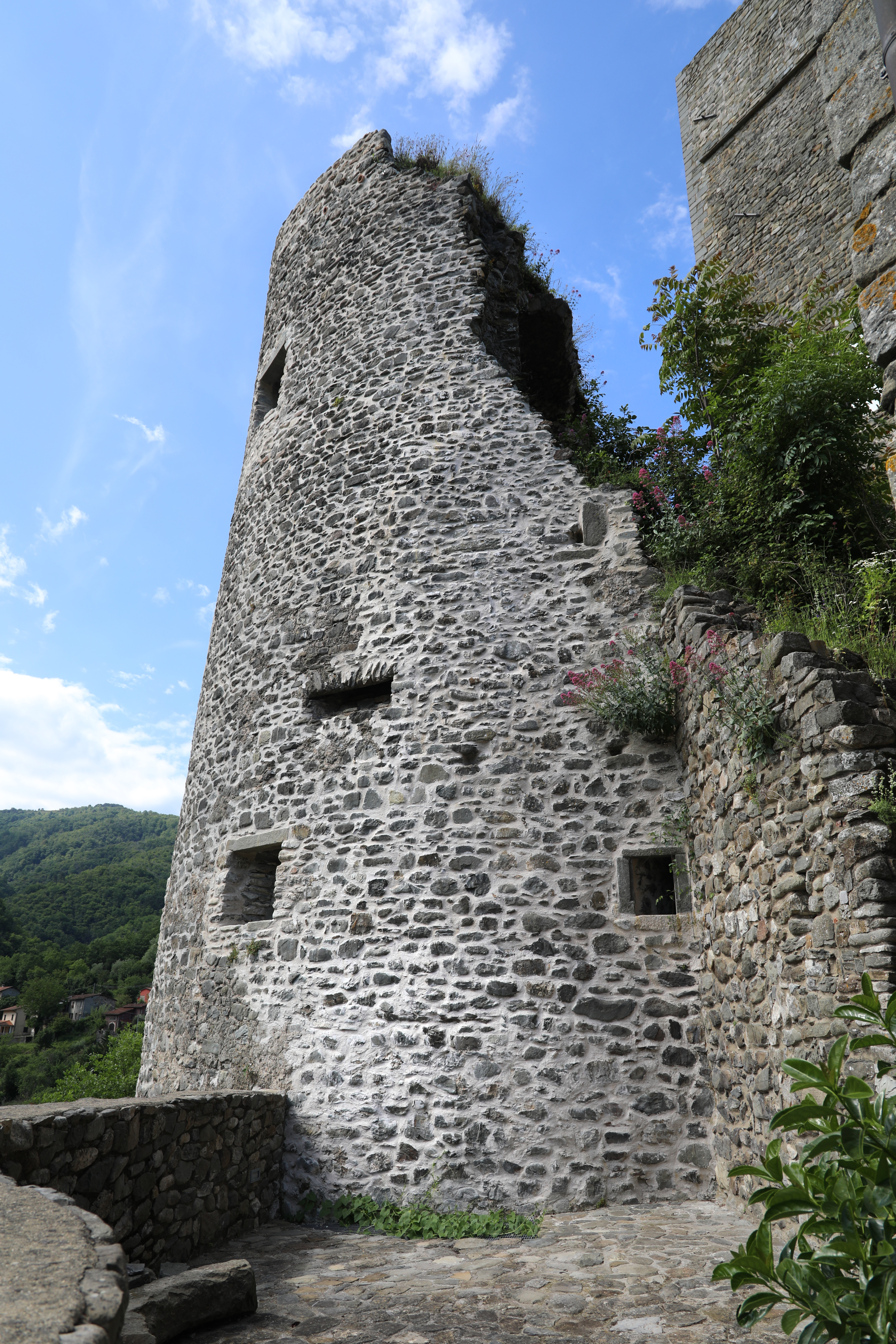